# Mega Man
Pour les articles homonymes, voir Mega Man (homonymie).
Mega Man (ou Megaman, et Rockman au Japon) est une série de jeux vidéo d'action-plate-formes créée par Capcom. La franchise est l'une des plus populaires du domaine vidéoludique et très prolifique, composée de plus de cent trente déclinaisons, et plus de 42 millions de jeux vendus dans le monde entier en plus de trente années d'exploitation (à la date de décembre 2024). La série originale Mega Man a donné naissance à plusieurs séries dérivées : Mega Man X, Mega Man Legends, Mega Man Battle Network, Mega Man Zero, Mega Man Star Force.

## Description

### Mega Man
En 20XX, un robot très sophistiqué du nom de Rock se fait transformer en robot de combat par son créateur, le docteur Light, afin d'affronter les armées de robots du sinistre docteur Wily. Il devient alors connu sous le nom de Mega Man,,.
Commencée en 1987 avec la sortie de Mega Man, la série originale compte plus d'une vingtaine de jeux, dont une dizaine sur consoles de salon et cinq sur Game Boy, sans compter les nombreux remakes, portages et rééditions. À l'heure actuelle, elle est sans conteste l'une des plus importantes franchises du genre,,.
En 2006, tous les jeux sortis sur consoles de salon (NES, Super Nintendo et PlayStation) ont fait l'objet d'une compilation sur PlayStation 2/Xbox/GameCube : Mega Man: Anniversary Collection. Une compilation similaire pour les jeux Game Boy était également prévue sur Game Boy Advance, mais semble avoir été abandonnée depuis,,.
En 2010, Capcom publie Mega Man 10 qui, à l'instar du précédent Mega Man 9, reprend la présentation graphique et sonore de la série sur NES. Il s'agit d'un jeu téléchargeable pour les consoles Wii, PlayStation 3 et Xbox 360,,.
Le 11 juin 2013, à l'issue du Nintendo Direct spécial E3, Mega Man a été annoncé dans le nouveau Super Smash Bros. for Nintendo 3DS / for Wii U, répondant à une longue attente des fans de la franchise nippone,,.
Le 19 décembre 2016, Capcom annonce la sortie de Mega Man Mobile de 1 à 6 sur Android et iOS en janvier 2017,,.
Le 25 Juillet 2015 une compilation des 6 premiers jeux de la série du nom de Mega Man: Legacy Collection voit le jour avec une sortie mondiale suivi de Mega Man: Legacy Collection 2 le 8 Août 2017.

### Mega ManX
Suite directe de la série classique, Mega Man X se déroule 100 ans plus tard et est centrée autour des aventures d'X, ultime création du docteur Light. Son design et ses capacités seront reproduites par un célèbre chercheur de l'époque, le professeur Cain, lors de la création d'une nouvelle race de robots, les Réploïdes. Malgré ses ambitions pacifiques, X est appelé à prendre les armes pour combattre les Mavericks, Réploïdes malfaisants et antagonistes principaux de la série,.
Mega Man X marque le début d'une longue série composée de huit épisodes sur consoles de salon et deux sur consoles portables. Les trois premiers jeux (X, X2 et X3) sont sortis sur Super Nintendo, y compris sur le territoire européen, tandis que les autres sont parus respectivement sur PlayStation (X4, X5 et X6) puis sur PlayStation 2 (X7 et X8). Deux autres épisodes sont également sortis sur Game Boy Color.
Plusieurs adaptations ont été produites sur différentes consoles. Par exemple, tous les jeux de Mega Man X3 à Mega Man X8 ont fait l'objet d'un portage PC et d'une sortie sur les consoles de salon de Sony.
En 2006, Mega Man a fait l'objet d'un remake, Mega Man Maverick Hunter X, sur PlayStation Portable. Le jeu original s'est également retrouvé dans la compilation Mega Man X Collection, sortie sur PlayStation 2, GameCube et Xbox, qui regroupe les six premiers jeux de la série.

### Mega Man Zero
Serie de quatre jeux sur game boy advance :Mega Man Zero, Mega Man Zero 2, Mega Man Zero 3 et Mega Man Zero 4 qui fut aussi adapté dans une collection sur ds et sur les plateformes recentes en 2020 avec les jeux Mega Man ZX et Mega Man ZX advent.

Les événements de ces jeux se passent un siècle après Megaman X soit en 22XX et ont comme protagoniste Zero, réveillé par Ciel, scientifique de la rébellion et créatrice de copy x, afin de vaincre ce dernier devenu fou après la mort de X ayant sacrifié son corps afin de mettre fin à la guerre et sceller le dark elf corrompu par le docteur weil , éxilé par x.

### Mega Man Legends
Des siècles après les événements de Mega Man X et Mega Man Zero, la Terre se retrouve inondée. La civilisation, contrainte de s'établir sur les quelques îles restantes, dépend désormais de l'utilisation de réfracteurs quantiques pour subvenir à ses besoins énergétiques de plus en plus importants.
En cette période précaire, un archéologue, le Professeur Barrel Caskett, découvre un petit garçon abandonné sur une île et l'élève aux côtés de sa propre petite-fille, Roll. Baptisé Mega Man Volnutt, d'après le personnage de jeu vidéo préféré de Roll, l'enfant grandit et assiste sa famille adoptive dans ses expéditions.
Seulement, au cours de leurs aventures, les Caskett auront à en découdre avec les Bonne, une famille de pirates menée par le terrible Tiesel Bonne et sa jolie sœur Tron Bonne (qui s'entiche de Mega Man) ainsi que des Reaverbots, mystérieuse race d'entités semi-robotiques et gardiens des réfracteurs quantiques.

### Mega Man Battle Network
Dans un univers parallèle à celui de Mega Man, les gens s'arrachent les NetNavis. Ces êtres cybernétiques humanoïdes (inspirés des personnages de la série classique) peuvent circuler sur Internet et y accomplir diverses tâches, telles que transmettre des messages, combattre des virus et contrôler des mécanismes électroniques.
Lan Hikari, le héros, est le propriétaire de Battle Network, qu'il utilise pour contrecarrer les plans d'une organisation criminelle opérant sur le Web, WWW (ou World 3 ; Monde 3 dans la version française de l'anime), dirigée par le sinistre professeur Wily.
Composée de six volets (sans compter les versions alternatives et les titres exclusifs au Japon) et de plusieurs spin-offs sortis entre 2000 et 2006 sur plusieurs consoles, la série Battle Network compte parmi les contributions les plus importantes à la franchise Mega Man.

### Mega Man Star Force
Deux siècles après la série Mega Man Battle Network, les gens ont abandonné les NetNavis au profit du Transer, ordinateur de poche capable d'interagir avec les ondes radio.
C'est au moyen de cette technologie que Geo Stelar, écolier solitaire et protagoniste de la série, fait la rencontre d'Omega-Xis, un extraterrestre provenant de la planète FM. Lorsqu'ils fusionnent, les deux êtres deviennent Mega Man, une puissante entité destinée à protéger la Terre des envahisseurs de la planète FM.
Débutée en 2006 sur Nintendo DS, la série Star Force se déroule dans le même univers parallèle aux autres séries de la franchise. Elle compte trois volets.

## Personnages
- Mega Man
- Zero
- Dr Wily
- Robot Master
- Proto Man

## Jeux
La série originale et chaque série dérivée comprennent un grand nombre de jeux ainsi que de nombreux spin-off et compilations.

## Autres médias
La franchise Mega Man dans son intégralité s'est vue déclinée sur plusieurs médias, dont:
- Mega Man, un dessin animé américain de deux saisons et 27 épisodes produit par Ruby-Spears ;
- Mega Man: Upon a Star, une série d'OAV de trois épisodes, pilote de la série animée américaine ;
- Mega Man, une série de bande bande dessinée éditée par Archie Comics à partir de 2011 ;
- Mega Man, une seconde série télévisée d'animation diffusée en 2018 ;
- Des apparitions dans diverses autres franchises de jeux vidéo ou dans la série animée Captain N (Captain N: The Game Master) ;
- Mega Man NT Warrior, adaptation en anime de Mega Man Battle Network ;
- Mega Man Star Force, anime, manga, 2006.
- Plusieurs séries de mangas, sans compter de nombreux spin-offs
- Mega Man Pixel Tactics, un jeu de société[9]

Par ailleurs, comme d'autres franchises de jeux vidéo, Mega Man a été décliné dans de nombreux produits dérivés, tels que des portes-clés, des habits, des autocollants, ou des sacs.